# 阮珽
阮珽（越南语：／；1857年—？年），越南阮朝副榜。

## 生平
阮珽是承天府富祿縣良田總羅渚社（今屬承天順化省香茶市社香渚坊）人，嗣德十年（1857年）出生。建福元年（1884年），阮珽參加承天場鄉試，考中舉人。成泰四年（1892年），阮珽會試中格，庭試考中副榜。